# Fougerolles-Saint-Valbert
Fougerolles-Saint-Valbert ist eine französische Gemeinde mit 3.777 Einwohnern (Stand: 1. Januar 2022) im Département Haute-Saône in der Region Bourgogne-Franche-Comté. Sie gehört zum Arrondissement Lure und zu den Kantonen Saint-Loup-sur-Semouse und Luxeuil-les-Bains.

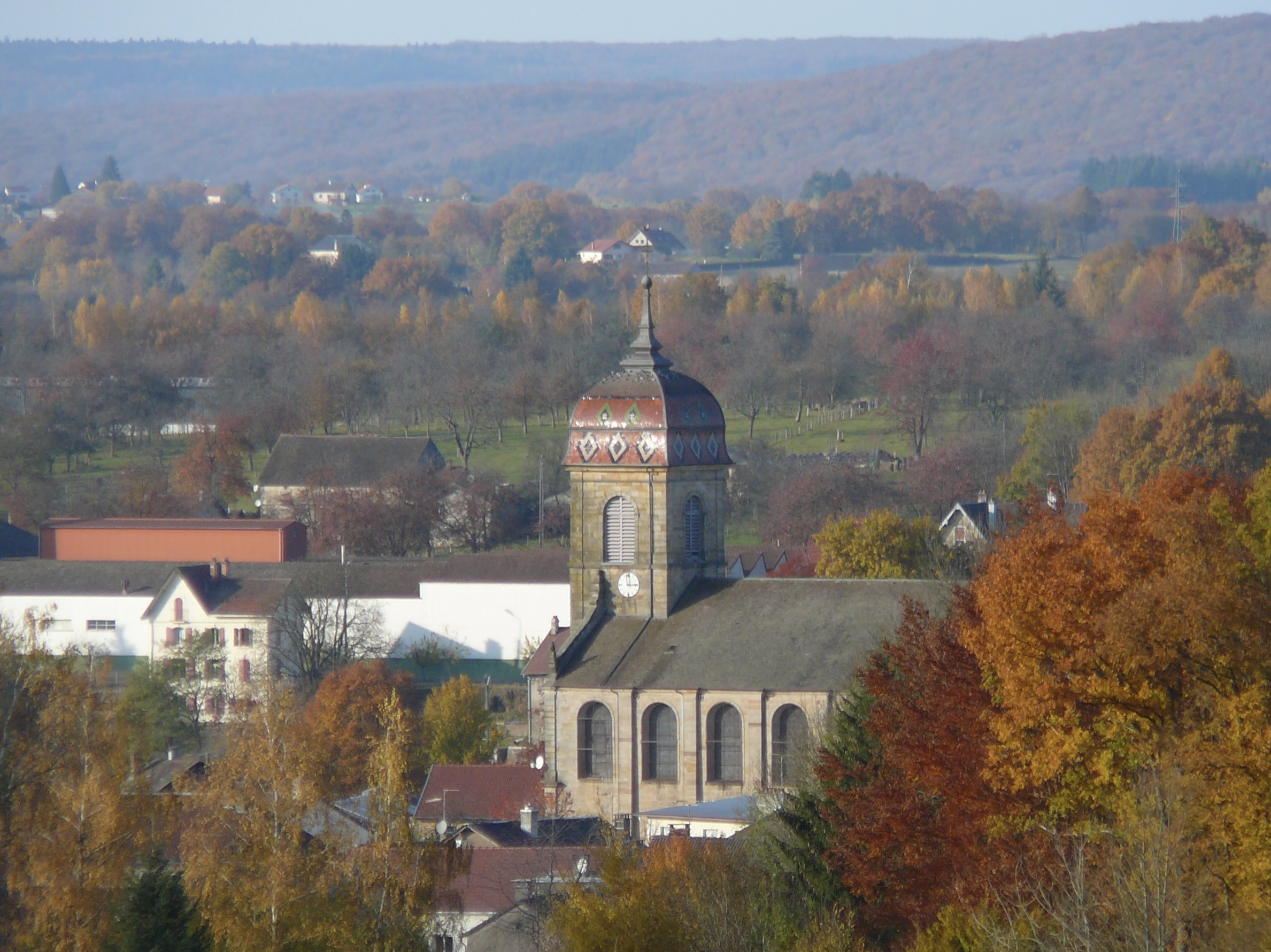
Kirche von Fougerolles

Sie entstand als Commune nouvelle mit Wirkung vom 1. Januar 2019 durch die Zusammenlegung der bisherigen Gemeinden Fougerolles und Saint-Valbert, die in der neuen Gemeinde den Status einer Commune déléguée haben. Der Verwaltungssitz befindet sich im Ort Fougerolles.

## Gliederung
| Ortsteil                        | ehemaliger INSEE-Code | Fläche (km²) | Einwohnerzahl zum 1. Januar 2022 |
| ------------------------------- | --------------------- | ------------ | -------------------------------- |
| Fougerolles (Verwaltungssitz)00 | 70245                 | 51,12        | 3.529                            |
| Saint-Valbert                   | 70475                 | 03,90        | .0248                            |

## Lage
Nachbargemeinden sind Aillevillers-et-Lyaumont im Nordwesten, Plombières-les-Bains im Norden, Le Val-d’Ajol im Nordosten, Saint-Bresson im Osten, Raddon-et-Chapendu im Südosten, Froideconche und Luxeuil-les-Bains im Süden, Fontaine-lès-Luxeuil im Südwesten und Corbenay und La Vaivre im Westen.

## Geschichte
Seit dem 17. Jahrhundert wurden um Fougerolles herum Kirschbäume gepflanzt und kultiviert. Neben den Kirschen als Frucht wurde schon früh begonnen, Kirschwasser, lokal als Kirsch bekannt, zu produzieren. Ab 1850 siedelten sich industrielle Kirsch-Destillerien an, im 20. Jahrhundert wurde Fougerolles eine der größten Alkoholproduzenten in Frankreich. Auch heute noch gibt es mehrere renommierte Kirschwasser Firmen. Ab 1984 wurde eine traditionelle Destillerie als Museum umgebaut, von 2001 bis 2005 wurde das Museum grundlegend renoviert und erweitert.